# Pacte de Sant Gervasi
El Pacte de Sant Gervasi fou una aliança electoral acordada entre el Partit Republicà Radical d'Alejandro Lerroux i la Unió Federal Nacionalista Republicana (UFNR) per presentar-se les eleccions legislatives del 8 de març de 1914.
Quan el govern d'Eduardo Dato convocà les eleccions generals espanyoles de 1914, el republicanisme catalanista es trobava en una crisi greu degut a la divisió interna de la UFNR entre el sector republicà liberal, representat per Pere Coromines, i el sector esquerrà, obrerista i de tendències, de Francesc Layret. Malgrat els bons resultats obtinguts a les eleccions de 1910, on va obtenir fins a 11 diputats (només 4 els radicals), no aconseguí atreure la majoria del vot obrer. Per la seva banda, els radicals d'Alejandro Lerroux també eren en davallada, ja perdien la seva base obrera degut al divorci amb la CNT després del paper dels radicals durant la Setmana Tràgica i de mica en mica es veien empesos ideològicament cap a la dreta. Ambdós partits cercaren l'ajuda mútua per tal de desbancar l'hegemonia electoral de la Lliga Regionalista.
Jaume Carner i Pere Coromines negociaren amb els dirigents radicals a la casa que Hermenegildo Giner de los Ríos tenia al barri de Sant Gervasi (Barcelona), d'on procediria el nom popular de pacte de Sant Gervasi. El manifest electoral, que aplegava els dos partits en una Junta de Defensa Republicana, proposava un programa comú de lluita contra la guerra del Marroc, contra la monarquia i contra la Lliga Regionalista, amb lleugeres al·lusions favorables a l'autonomia catalana; els signataris foren Hermenegildo Giner de los Ríos, Alejandro Lerroux i Emiliano Iglesias Ambrosio pels radicals, i Pere Coromines, Joan Moles i Ormella, Salvador Albert i Pey, Felip Rodés i Baldrich i Joaquim Salvatella i Gibert, per part catalanista.
El pacte, però, no va rebre una bona acollida, i provocà una immediata onada de baixes en el si de la UFNR (la redacció d'El Poble Català abandonà el partit en bloc) i els resultats de les eleccions no foren els esperats: de vint candidats arreu de Catalunya, només set aconseguiren l'acta 11, tres radicals (Giner de los Ríos, Fernández del Pozo, Juan Barco) i vuit nacionalistes (Pere Corominas, Salvador Albert, Joaquim Salvatella, Jaume Carner, Marcel·lí Domingo, Frederic Rodés, Julià Nougués, Joan Caballé). Alhora, la Conjunció Republicano-Socialista va obtenir 10 escons arreu l'estat, 
El més greu, fou, però, la defecció de la Unió per part dels elements més nacionalistes i del sector socialment més avançat encapçalat per Francesc Layret, que formaria el Partit Republicà Català.
Com a resultat, el 1914 la UFNR restà definitivament ensorrada com a alternativa política i aglutinant del catalanisme d'esquerres, que hauria d'esperar a la constitució d'ERC, i la Lliga Regionalista no va tenir gairebé cap oposició política de pes fins a la dictadura de Miguel Primo de Rivera.